# American depositary receipt
Pour les articles homonymes, voir ADR.

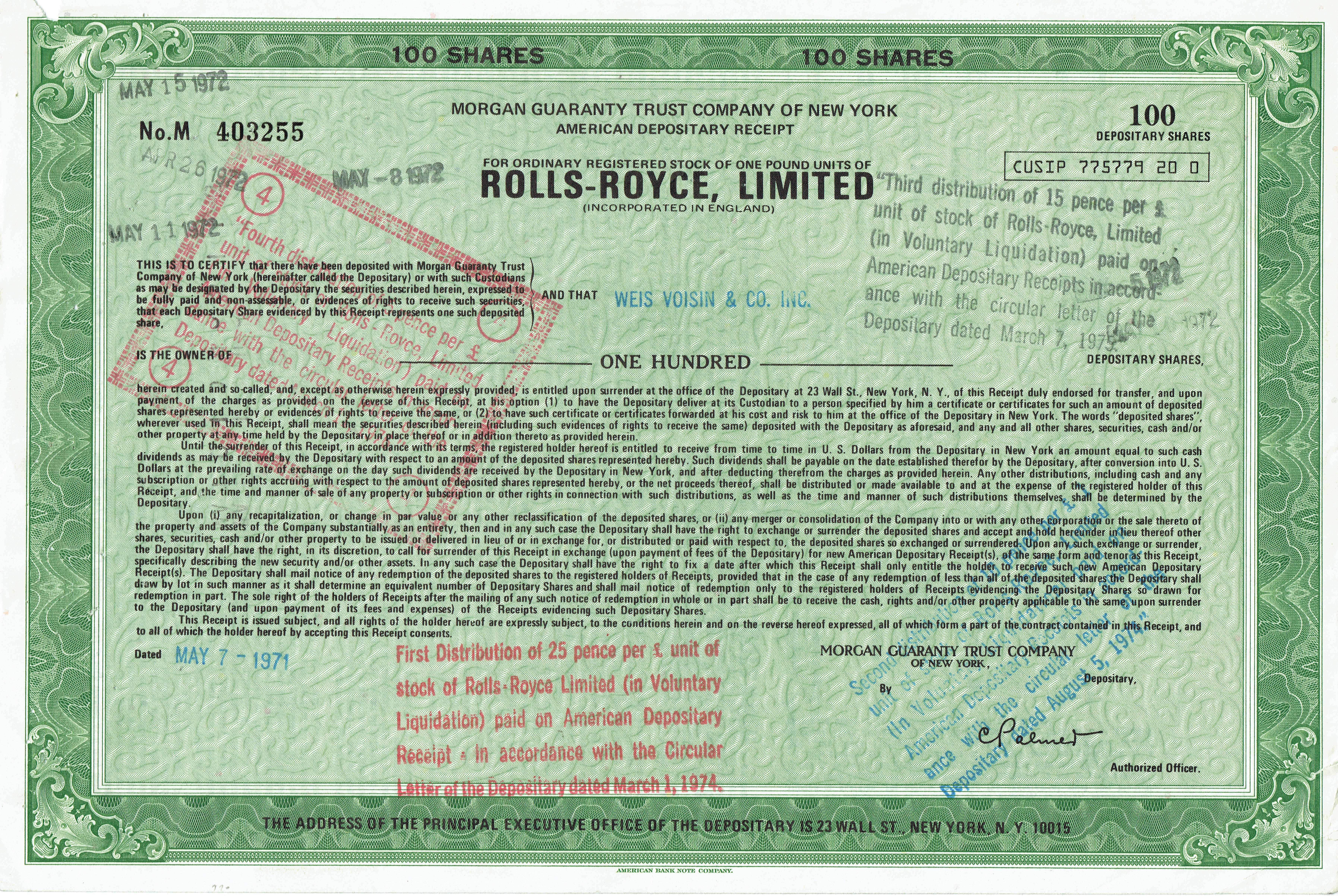
American Depositary Receipt du britannique Rolls-Royce Limited en date du 7 mai 1971, émise par Morgan Guaranty Trust Company.

L’American Depositary Receipt (ADR) permet aux entreprises étrangères d’avoir une cotation sur les marchés américains. Par exemple, l’entreprise française Orange cotée au CAC 40 peut également demander un certificat pour être cotée aux États-Unis. La banque américaine chargée de fournir le certificat va exiger un dépôt d'un certain nombre d'actions étrangères. La banque gère pour le compte de l'émetteur, les flux de dividendes et le registre des détenteurs.
L'action est cotée dans la devise du pays d'origine (la valeur cotée en dollar est seulement indicative. Cela permet aux Américains de ne pas avoir à faire le calcul du taux de change).
À titre d’exemple, le 11 septembre 2009, l’action de France Telecom clôturait à 18,35 EUR à la bourse de Paris et à 19,00 USD à la bourse de New York. La variation de l’ADR est donc de 3,53 %.
L’ADR donne une indication sur la tendance et le cours d’ouverture de l’action supérieur à l’unique prise en compte de la clôture sur le marché intérieur.
Dans la période où les deux marchés sont ouverts simultanément (de 15 h 30 à 17 h 30 pour Paris et New York), il y a des occasions d’arbitrage : acheter l’action sur le marché le moins cher et la revendre sur le marché le plus cher compte tenu du taux de change.